# Federico Manea
Federico Manea (ur. 24 sierpnia 1988 roku) – włoski zapaśnik startujący w stylu klasycznym. Zajął 31. miejsce na mistrzostwach świata w 2010. Dwunasty na mistrzostwach Europy w 2010. Brązowy medalista igrzysk śródziemnomorskich w 2013 i czwarty w 2009 roku.